# Жунусов, Ибрагим Коджоназарович
Ибрагим Коджоназарович Жунусов (Джунусов) (13 мая 1961, с. Сарай, Ошский район, Ошская область, Киргизская ССР, СССР) — общественно-политический и государственный деятель Кыргызской Республики. Вице-премьер-министр КР (2010—2011). Министр культуры и туризма КР (2011—2013). Композитор. Народный артист Кыргызской Республики (2006). Отличник народного образования Кыргызской Республики. Педагог, профессор. Лауреат премии «Звёзды Содружества» (2011).

## Биография
Трудовую деятельность начал рабочим Кара-Сууйского хлопкоочистительного завода. Выпускник музыкального факультета Ошского государственного педагогического института (1983).
В 1983—1984 годах работал концертмейстером Ошского педагогического института. Затем на преподавательской работе. До 1986 — преподаватель Джалал-Абадского педагогического училища,
до 2007 — преподаватель, первый проректор, профессор Ошского государственного университета.

## Общественно-политическая и государственная деятельность
В 2007 году избран депутатом Жогорку Кенеша IV созыва от Народной партии «Ак Жол». С декабря 2007 — член комитета по образованию, науке, культуре и информационной политике парламента КР. С декабря 2009 — председатель комитета по образованию, науке, культуре и информационной политике парламента КР.
С 2010 — член Идеалистической демократической политической партии «Ата-Журт».
C февраля по апрель 2010 — Директор Государственного агентства культуры Кыргызской Республики.
С октября по декабрь 2010 — депутат Жогорку Кенеша V созыва от Идеалистической демократической политической партии Ата-Журт.
Вице-премьер-министр КР (20 декабря 2010 — декабрь 2011).
Министр культуры, информации и туризма Кыргызской Республики (23 декабря 2011 — 26 февраля 2013)
Посол Кыргызстана в Турции (сентябрь 2014 — 2018).
Посол Кыргызстана в Узбекистане (4 декабря 2018 — 23 декабря 2021).
12 ноября 2019 года присвоен ранг чрезвычайного и полномочного посла.

## Творчество
Ибрагим Жунусов — член Союза композиторов СССР и Союза композиторов Кыргызской Республики.
Композитор-песенник, автор около 200 песен, 60 из которых вошли в золотой фонд Киргизского государственного радиовещания и репертуара Союза композиторов Кыргызстана. Автор музыки для кино и театра.
Написал музыку к художественному фильму «Нокдаун» (режиссёр Т. Раззакова), к телепостановке «Каалга» С. Раева, к спектаклям «Алтын аяк» Б. Жакиева, «Куйоолорго кучку» А.Абдугафурова, «Аял» С. Раева.
Его песня «Эламан» два года подряд (1994, 1995 г.) номинировалась на «Лучшую песню года» Кыргызстана, в 1996 — «Лучшая песня» Казахстана, в 1997 — «Самая популярная песня» Узбекистана.
Выступал с сольными концертами в Германии, Голландии, Турции, КНР. Участвовал в международных фестивалях Центральной Азии в Индии. В 1980 и 1982 гг. стал лауреатом фестиваля «Ала-Тоо жазы», в 1986 и 1988 — лауреатом II и III всесоюзных фестивалей народного творчества.